# Hemisodorcus sinensis
Hemisodorcus sinensis là một loài bọ cánh cứng trong họ Lucanidae. Loài này được Boileau mô tả khoa học năm 1899.